# کیکو سیوه تمتی
کیکو سیوه تمتی از شاهان پادشاهی اوان در تمدن ایلام بود که در دوره خاندان دوم اوان (حدود ۲۵۵۰–۲۲۷۰ پیش از میلاد) حکمرانی می‌کرد. او هفتمین پادشاه این خاندان پس از پلی، تته یکم، اوکو تنهیش، هیشوتش، شوشون ترنه و نپی ایلهوش بود.

## دوران حکومت
کیکو سیوه تمتی در فهرست شاهان ایلامی به عنوان هفتمین فرمانروای خاندان دوم اوان ذکر شده است. دوره حکومت او همزمان با تحولات مهم در میانرودان بود، اگرچه اطلاعات دقیقی درباره اقدامات یا رویدادهای مهم دوران حکومت او در دسترس نیست.
بر اساس منابع تاریخی، کیکو سیوه تمتی احتمالاً در منطقه اوان حکمرانی می‌کرد که یکی از مهم‌ترین مراکز قدرت ایلامیان در آن دوره بود. با این حال، جزئیات حکومت او نامشخص باقی مانده‌است.

## جایگاه در تاریخ ایلام
حکومت کیکو سیوه تمتی در دوره‌ای از تاریخ ایلام قرار دارد که اطلاعات کمی درباره آن موجود است. او پس از نپی ایلهوش و قبل از هیشپ رتپ یکم به قدرت رسید. این دوره از تاریخ ایلام با افزایش توجه میانرودانی‌ها به ثروت‌های طبیعی فلات ایران همراه بود.